# Archieparquía de Pittsburgh
La archieparquía de Pittsburgh (en latín: Archieparchia Pittsburgen(sis) ritus byzantini y en inglés: Byzantine Catholic Archeparchy of Pittsburgh) es una circunscripción eclesiástica bizantina rutena de la Iglesia católica en Estados Unidos, sede metropolitana sui iuris de la provincia eclesiástica de Pittsburgh de los bizantinos. La archieparquía tiene al archieparca William Charles Skurla como su ordinario desde el 19 de enero de 2012.
En el Anuario Pontificio la Santa Sede usa el nombre Pittsburgh dei Bizantini. En el sitio web de la eparquía el nombre utilizado es en inglés: Byzantine Catholic Archeparchy of Pittsburgh.

## Territorio y organización
La archieparquía extiende su jurisdicción sobre los fieles de rito bizantino ruteno residentes en los condados orientales del estado de Ohio y en los estados de Oklahoma, Luisiana, Pensilvania, Tennessee, Texas y Virginia Occidental.
La sede de la archieparquía se encuentra en la ciudad de Munhall, en el área de Pittsburgh, en donde se halla la Catedral de San Juan Bautista.
La archieparquía tiene como sufragánea a las eparquías de Parma, Passaic y Santa María del Patrocinio en Phoenix y al exarcado apostólico de los Santos Cirilo y Metodio de Toronto.
En el territorio existen dos monasterios femeninos: Mount St. Macrina Monastery de la Hermanas de la Orden de San Basilio Magno en Uniontown en Pensilvania; y Queen of Heaven Monastery de la orden benedictina bizantina en Warren en Ohio.
En 2020 en la archieparquía existían 73 parroquias:
Parroquias
- En Pensilvania:
  - En Aliquippa: Saint George Byzantine Catholic Church
  - En Ambridge: Saint Mary Byzantine Catholic Church
  - En Avella: Saint John the Baptist Byzantine Catholic Church
  - En Beaver: Saint Nicholas of Myra Byzantine Catholic Chapel
  - En Beaverdale: Saint Mary Byzantine Catholic Church
  - En Braddock: Saints Peter & Paul Byzantine Catholic Church
  - En Bradenville: Saint Mary Byzantine Catholic Church
  - En Brownsville: Saint Nicholas Byzantine Catholic Church
  - En Canonsburg: Saint Michael Byzantine Catholic Church
  - En Charleroi: Holy Ghost Byzantine Catholic Church
  - En Clairton: Ascension of Our Lord Byzantine Catholic Church
  - En Clarence: Dormition of the Mother of God Byzantine Catholic Church
  - En Clymer: Saint Anne Byzantine Catholic Church
  - En Conemaugh: Holy Trinity Byzantine Catholic Church
  - En Donora: Saint Michael the Archangel Byzantine Catholic Church
  - En DuBois: Nativity of the Mother of God Byzantine Catholic Church
  - En Dunlo: Saints Peter and Paul Byzantine Catholic Church
  - En Duquesne: Saints Peter and Paul Byzantine Catholic Church
  - En Erie: Saints Peter and Paul Byzantine Catholic Church
  - En Ernest: Saint Jude Thaddeus Byzantine Catholic Church
  - En Gibsonia: Saint Andrew the Apostle Byzantine Catholic Church
  - En Girard: Saints Cyril and Methodius Byzantine Catholic Church
  - En Greensburg: Saint Nicholas of Myra Byzantine Catholic Church
  - En Hannastown: Saint Mary Byzantine Catholic Church
  - En Hawk Run: Saint John the Baptist Byzantine Catholic Church
  - En Herminie: Saint Mary Byzantine Catholic Church
  - En Hermitage: Saint Michael Byzantine Catholic Church
  - En Homer City: Saint Mary’s Holy Protection Byzantine Catholic Church
  - En Jerome: Saints Peter and Paul Byzantine Catholic Church
  - En Johnstown: St. Mary Byzantine Catholic Church
  - En Leisenring: Saint Stephen Byzantine Catholic Church
  - En Lyndora: Saint John the Baptist Byzantine Catholic Church
  - En McKees Rocks: Holy Ghost Byzantine Catholic Church
  - En McKeesport: Saint Nicholas of Myra Byzantine Catholic Church
  - En Monessen: Saint Mary Byzantine Catholic Church of the Assumption
  - En Monroeville: Church of the Resurrection Byzantine Catholic
  - En Munhall: Saint John the Baptist Byzantine Catholic Cathedral
  - En Munhall: Saint Elias Byzantine Catholic Church
  - En Nanty Glo: St. Nicholas of Myra Byzantine Catholic Church
  - En New Salem: Saint Mary Assumption Byzantine Catholic Church
  - En North Huntingdon: Saint Stephen Byzantine Catholic Church
  - En Northern Cambria: Saint John the Baptist Byzantine Catholic Church
  - En Patton: Saints Peter and Paul Byzantine Catholic Church
  - En Perryopolis: Saint Nicholas Byzantine Catholic Church
  - En Pittsburgh: Saint John the Baptist Byzantine Catholic Church
  - En Pittsburgh: Saint Pius X Byzantine Catholic Church
  - En Pittsburgh: Holy Spirit Byzantine Catholic Church
  - En Pittsburgh: Holy Ghost Byzantine Catholic Church
  - En Pittsburgh: Saint John Chrysostom Byzantine Catholic Church
  - En Portage: Saints Peter and Paul Byzantine Catholic Church
  - En Punxsutawney: Saints Peter and Paul Byzantine Catholic Church
  - En Scottdale: Saint John the Baptist Byzantine Catholic Church
  - En Sheffield: Saint Michael the Archangel Byzantine Catholic Church
  - En State College: Penn State Byzantine Catholic Campus Ministry State College
  - En Sykesville: Holy Trinity Byzantine Catholic Church
  - En Tarentum: Saints Peter and Paul Byzantine Catholic Church
  - En Trauger (Latrobe): Saint Mary Byzantine Catholic Church
  - En Uniontown: Saint John the Baptist Byzantine Catholic Church
  - En Upper St. Clair: Saint Gregory Byzantine Catholic Church
  - En Wall: Holy Trinity Byzantine Catholic Church
  - En Windber: Saint Mary Byzantine Catholic Church

- En Ohio:
  - En Boardman: Infant Jesus of Prague Byzantine Catholic Church
  - En Campbell: Saint Michael Byzantine Catholic Church
  - En Mingo Junction: Saint John the Baptist Byzantine Catholic Church
  - En Pleasant City: Saint Michael Byzantine Catholic Church
  - En Toronto: Saint Joseph Byzantine Catholic Church
  - En Warren: Saints Peter and Paul Byzantine Catholic Church
  - En Youngstown: Saint George Byzantine Catholic Church
  - En Youngstown: Saint Mary Byzantine Catholic Church
  - En Youngstown: Saint Nicholas Byzantine Catholic Church

- En Texas:
  - En Austin: The Byzantine Catholic Community of Austin
  - En Houston: Saint John Chrysostom Byzantine Catholic Church
  - En Irving: Saint Basil the Great Byzantine Catholic Church
  - En San Antonio: Saint Anastasia Byzantine Catholic Community

- En Virginia Occidental:
  - En Morgantown: Holy Protection of the Mother of God
  - En Weirton: Assumption of the Mother of God Byzantine Catholic Church

Misiones
- En Pensilvania:
  - En State College: State College Byzantine Catholic Community

- En Luisiana:
  - En Nueva Orleans: Saint Nicholas of Myra Byzantine Catholic Mission

- En Tennessee:
  - En Knoxville: Holy Resurrection Byzantine Catholic Mission

- En Texas:
  - En Austin: The Byzantine Catholic Community of Austin
  - En San Antonio: Saint Anastasia Byzantine Catholic Community

## Historia

### Emigración y cisma
En la década de 1870 comenzó la emigración masiva de greco-católicos rutenos hacia los Estados Unidos, especialmente a las ciudades mineras. La primera parroquia (Saint Michael's) fue establecida en 1884 en Shannandoa en Pensilvania por el sacerdote Iván Voljanskyj del clero de Leópolis. En los años siguientes fueron establecidas parroquias en Freeland (1886), Hazleton (1887), Kingston (1888), Wilkes-Barre (1888), Olyphant (1888) (todas en Pensilvania), en Jersey City (1889), Passaic (1890) (en Nueva Jersey), en Minneapolis (en Minesota, 1889), y en Whiting (en Indiana, 1889).
La jerarquía predominante latina no siempre los recibió favorablemente, especialmente por lo que parecía ser una novedad en los Estados Unidos: los sacerdotes católicos casados. En 1891 el arzobispo John Ireland de la arquidiócesis de Saint Paul y Minneapolis rehusó aceptar las credenciales clericales del sacerdote ruteno Alexis Toth, alegando el decreto papal del 1 de octubre de 1890 que impedía en Estados Unidos el ejercicio del ministerio sacerdotal a los sacerdotes casados, a pesar de que Toth era viudo y de que dependía de su propio obispo fuera de la jurisdicción de Ireland. Este arzobispo estaba involucrado en un esfuerzo para expulsar a los clérigos no latinos del país. En 1891 Toth y un grupo de rutenos se pasó a la Iglesia ortodoxa rusa. La Sagrada Congregación Propaganda Fide extendió el 1 de mayo de 1897 a los Estados Unidos las reglas ya establecidas en una carta de fecha 2 de mayo de 1890 dirigida al arzobispo de París. Estas reglas permitieron la emigración a los Estados Unidos solo de sacerdotes solteros o viudos que no llevaran a sus hijos con ellos. Esta norma fue confirmada con referencia específica a los católicos de rito rutenos en el decreto Cum data fuerit de 1 de marzo de 1929, que fue renovado por otros diez años en 1939.
La insatisfacción de parte de muchos católicos rutenos en los Estados Unidos dio lugar a que hasta su muerte en 1909, Toth atrayera a la ortodoxia a aproximadamente 20 000 católicos orientales de 65 comunidades. Para 1917, 163 parroquias con más de 100 000 fieles se habían convertido. Por esos esfuerzos Toth fue canonizado como santo por la Iglesia ortodoxa en América, creada en 1970 y cuyo núcleo fueron los fieles católicos rutenos conversos a la ortodoxia.

### Organización de las comunidades greco-católicas
Luego de numerosas solicitudes para la designación de un obispo, en 1902 el sacerdote húngaro Andrew Hodobay del clero de Prešov fue enviado por el papa como visitador apostólico para todos los greco-católicos en Estados Unidos con la misión de investigar todos los aspectos de las controversias en que estaba la comunidad greco-católica. Debido a que Hodobay había sido recomendado por el Gobierno húngaro, causó rechazo entre los greco-católicos que no provenían de Hungría y la comunidad se dividió. Para solucionar las divisiones el 8 de marzo de 1907 el papa Pío X nombró al ucraniano Soter Ortynsky como obispo visitador apostólico para todos los eslavos católicos bizantinos de Estados Unidos, quien residió primero en South Fork en Pensilvania y en 1908 se mudó a Filadelfia. La carta apostólica Ea Semper del 14 de junio de 1907 dispuso que el obispo debía obtener la aprobación de cada obispo latino local en cuya diócesis se encontraba una parroquia greco-católica antes de ejercer cualquier autoridad sobre esa parroquia. De esa forma, él funcionó como vicario general para todos los greco-católicos en las diversas diócesis latinas en Estados Unidos. El 13 de mayo de 1913 el papa estableció un ordinariato para todos los clérigos y las personas de rito ruteno en los Estados Unidos de América, reconociendo al obispo Soter Stephen Ortynsky de Labetz plena jurisdicción episcopal. Para entonces tenía 152 parroquias, 43 iglesias misionales, 154 sacerdotes y medio millón de fieles rutenos y ucranianos.
El 24 de marzo de 1916 falleció el obispo Ortynsky y la Santa Sede designó el 8 de junio de 1916 un administrador apostólico no obispo para los fieles rutenos, croatas, eslovacos y húngaros (Gabriel Martyak) y otro para los fieles greco-católicos originarios de Galitzia y de Ucrania. La comunidad greco-católica rutena en Estados Unidos permaneció desde entonces dividida y el 8 de mayo de 1924 el papa creó un exarcado apostólico para cada una de ellas, siendo el de Pittsburgh para los rutenos, con el obispo Basil Takach como exarca apostólico. La bula designó como sede a la ciudad de Nueva York, pero el exarca residió en Trenton en Nueva Jersey y poco después se mudó a Uniontown (Pensilvania) para luego fijar residencia en Munhall (Pensilvania) dedicando a la iglesia St. John the Baptist como su catedral el 5 de julio de 1926.
En 1929 el papa Pío XI prohibió por el decreto Cum data fuerit el servicio de sacerdotes rutenos casados en los Estados Unidos, obligándolos a retornar a Europa. En 1938 un grupo de 38 parroquias rutenas lideradas por el sacerdote Orestes Chornock de Bridgeport, Connecticut, en protesta por ese decreto y por la latinización litúrgica de su Iglesia, pasó a la ortodoxia en la jurisdicción del Patriarcado de Constantinopla. Chornock fue consagrado obispo de la diócesis ortodoxa cárpato-rusa americana con sede en Johnstown, Pennsylvania, creada al efecto y que mantuvo las particularidades del rito ruteno. El problema del celibato fue resuelto recién en 1999 cuando el papa aprobó la ordenación de sacerdotes casados rutenos en los Estados Unidos.
Debido al incremento de fieles angloparlantes, durante el episcopado de los obispos Daniel Ivancho (1948-1954) y Nicholas Elko (1955-1967), el exarcado llevó adelante una política de americanización de la liturgia, con una progresiva adopción del inglés, la aceptación de fieles no rutenos y el abandono de algunas prácticas bizantinas. El obispo Elko obtuvo el permiso papal en 1955 para permitir el uso del inglés en la liturgia. A su vez el exarcado adoptó el nombre informal de Byzantine Catholic Church in America para enfatizar su carácter no griego. En la actualidad la metrópolis es multiétnica y sus miembros son predominantemente de habla inglesa. La mayoría son descendientes de rusinos, pero los descendientes de otras nacionalidades también están presentes, tales como eslovacos, húngaros y croatas, así como los de ascendencia no eslava ni de Europa oriental.

### Eparquía de Pittsburgh
El 6 de julio de 1963 por efecto de la bula Cum homines del papa Pablo VI el exarcado apostólico cedió una porción de su territorio para la creación de la eparquía de Passaic y fue elevado a eparquía, asumiendo el nombre de eparquía de Pittsburgh.

Exarchatus apostolicus Pittsburgensis in duas circumscriptiones dividatur, quae quidem nomen et dignitatem eparchiae obtineant, ac sedem seu domicilium episcopale habeant, altera in urbe Pittsburg, altera in urbe Passaic. Ad fines quod attinet, nova eparchia Passaicensis omnes fideles Ruthenos complectetur qui in Civitatibus commorantur Atlantico continentibus, scilicet: Maine, New Hampshire, Vermont, Massachussetts, Rhode Island, Connecticut, New York, New Jersey, Delaware, D. C. (District of Columbia), Maryland, Virginia, North Carolina, South Carolina, Georgia et Florida, quique in orientali parte Civitatis Pennsylvaniae degunt, ea scilicet parte quae invenitur citra lineam currentem iuxta fines occidentales regionum quae Tioga, Lycoming, Union, Mifflin, Iuniata, et Franklin vulgari lingua appellantur. Reliquum territorium pertinet ad eparchiam Pittsburgensem. Templum exarchale Pittsburgense, itemque paroeciale templum Sancti Michaëlis in urbe Passaic, ad dignitatem cathedralium tollimus, eum debitis honoribus et privilegiis. Censemus etiam ut Seminarium eparchiae Pittsburgensis pateat etiam alumnis eparchiae Passaicensis, postquam videlicet inter Eparchos ea de re convenerit. Ceterum statuimus ut has Litteras Nostras venerabilis Frater Aegidius Vagnozzi exsequi curet, factis ad rem necessariis facultatibus. Rebus vero actis, documenta exarentur, quorum sincera exempla ad Sacram Congregationem pro Ecclesia Orientali cito mittantur.

### Archieparquía
El 21 de febrero de 1969 mediante la bula Quandoquidem Christus del papa Pablo VI cedió otra porción de territorio para la creación de la eparquía de Parma y a la vez fue elevada al rango de archieparquía metropolitana, asumiendo el nombre de archieparquía de Munhall (Munhallensis Ruthenorum). La Iglesia rutena en los Estados Unidos alcanzó así el estatus de metropolitana sui iuris. 

Quandoquidem Christus, Dei Filius, iam caelos ascensurus, id praecipua cura iussit apostolos suos, ut, mundum universum peragrantes, Evangelium praedicarent omni creaturae (cf. Mc. 16, 15), idcirco Nos, qui sicut beatissimus Petrus christianorum gregem veritate pascendum suscepimus, nihil omittimus, quin summopere curemus, ut quae ad hanc Evangelicam veritatem quoquo modo propagandam conducant, aut faciamus, aut fieri studeamus. Quam ob rem, cum sanctissimae religioni nostrae fovendae, hac ipsa die eparchiam Pittsburgensem diviserimus ex eaque Parmensem condiderimus, censuimus bene esse, si ibi loci novam provinciam ecclesiasticam constitueremus, cuius esset metropolitana Sedes ipsa Pittsburgensis. Quae cum ita sint, re qua opus esset consideratione reputata, audito venerabili Fratre in Civitatibus Foederatis Americae Septemtrionalis Apostolico Delegato, de sententia venerubilium Fratrum Nostrorum S. R. E. Cardinalium Sacrae Congregationi pro Ecclesiis Orientalibus praepositorum, haec decernimus atque iubemus. Eparchiis Pittsburgensi, Passaicensi atque Parmensi provinciam ecclesiasticam efficimus, pro fidelibus Rutheni Ritus, id simul statuentes ut Ecclesia Pittsburgensis ad gradum atque dignitatem metropolitana e Sedis evehatur, novo indito nomine Munhallensi Ruthenorum, ab urbe Munhall, factis scilicet iuribus atque privilegiis, quae ad Ecclesias huius ordinis earumque Praesules respiciant, servatis praescriptis et legitimis consuetudinibus Ecclesiis Orientalibus propriis. Reliquae eparchiae, Passaicensis videlicet atque Parmensis, erunt, ut patet, Munhallensi suffraganeae. Ceterum, quae per has Litteras iussimus venerabilis Frater Apostolicus Delegatus in Foederatis Civitatibus Americae Septemtrionalis effici curabit vel per se ipse, vel per legatum, quem existimaverit; re vero acta, documenta exarari faciet, atque sinceris exemplis ad Sacram Congregationem pro Ecclesiis Orientalibus mittet.

En junio de 1999 el Concilio de Jerarcas de la Iglesia metropolitana sui iuris de Pittsburgh promulgó las normas de autogobierno. En enero de 2007 fueron promulgadas las revisiones de la liturgia de San Juan Crisóstomo y de la liturgia de San Basilio el Grande siguiendo las recomendaciones del Concilio Vaticano II respecto de la deslatinización.
El 11 de marzo de 1977 recibió su nombre actual.
Las relaciones con católicos de rito latino han mejorado, especialmente desde el Concilio Vaticano II, en el que la Iglesia rutena jugó un papel importante en las decisiones sobre el lenguaje litúrgico. (A diferencia de la costumbre original de rito latino, la Iglesia rutena ha celebrado siempre la Divina Liturgia en el antiguo eslavo eclesiástico). Una nueva confirmación llegó en 1988 con motivo de la visita ad limina de los obispos rutenos americanos a Roma.
El 3 de marzo de 2022 la eparquía de los Santos Cirilo y Metodio de Toronto fue reducida al rango de exarcado apostólico de los Santos Cirilo y Metodio de Toronto, que al mismo tiempo pasó a estar bajo la jurisdicción de la Iglesia greco-católica rutena, pues hasta entonces lo estaba de la Iglesia greco-católica eslovaca. Aunque en el Boletín de la Santa Sede no fue explicado el tipo de exarcado el 15 de marzo de 2022 fue publicada la Variazioni all'Annuario Pontificio 2022 con el título de «nuevo exarcado apostólico», especificando que pasó a ser sufragáneo de la archieparquía de Pittsburgh.

## Estadísticas
De acuerdo al Anuario Pontificio 2021 la archieparquía tenía a fines de 2020 un total de 58 102 fieles bautizados.
| Año                                                                             | Población            | Población | Población      | Sacerdotes | Sacerdotes    | Sacerdotes    | Bautizados por sacerdote | Diáconos permanentes | Religiosos | Religiosos | Parroquias |
| Año                                                                             | Bautizados católicos | Total     | % de católicos | Total      | Clero secular | Clero regular | Bautizados por sacerdote | Diáconos permanentes | Varones    | Mujeres    | Parroquias |
| ------------------------------------------------------------------------------- | -------------------- | --------- | -------------- | ---------- | ------------- | ------------- | ------------------------ | -------------------- | ---------- | ---------- | ---------- |
| 1949                                                                            | 299 305              | ?         | ?              | 165        | 155           | 10            | 1813                     |                      | 19         | 82         | 156        |
| 1965                                                                            | 220 939              | ?         | ?              | 145        | 129           | 16            | 1523                     |                      | 23         | 163        | 119        |
| 1970                                                                            | 140 000              | ?         | ?              | 11         | 1             | 10            | 134                      |                      | 15         | 172        | 77         |
| 1976                                                                            | 150 764              | ?         | ?              | 86         | 80            | 6             | 1753                     |                      | 6          | 150        | 84         |
| 1980                                                                            | 151 601              | ?         | ?              | 78         | 78            |               | 1943                     |                      | 6          | 140        | 84         |
| 1990                                                                            | 141 807              | ?         | ?              | 77         | 71            | 6             | 1841                     |                      | 11         | 112        | 87         |
| 1999                                                                            | 75 261               | ?         | ?              | 73         | 64            | 9             | 1030                     |                      | 14         | 105        | 85         |
| 2000                                                                            | 70 599               | ?         | ?              | 71         | 64            | 7             | 994                      | 1                    | 11         | 104        | 85         |
| 2001                                                                            | 64 986               | ?         | ?              | 74         | 66            | 8             | 878                      |                      | 12         | 104        | 86         |
| 2002                                                                            | 60 686               | ?         | ?              | 73         | 64            | 9             | 831                      |                      | 13         | 102        | 86         |
| 2003                                                                            | 60 290               | ?         | ?              | 72         | 63            | 9             | 837                      |                      | 13         | 98         | 85         |
| 2004                                                                            | 60 100               | ?         | ?              | 83         | 72            | 11            | 724                      | 10                   | 15         | 96         | 84         |
| 2009                                                                            | 58 997               | ?         | ?              | 73         | 64            | 9             | 808                      | 17                   | 13         | 82         | 79         |
| 2010                                                                            | 58 763               | ?         | ?              | 64         | 59            | 5             | 918                      | 17                   | 8          | 80         | 79         |
| 2012                                                                            | 58 200               | ?         | ?              | 72         | 63            | 9             | 808                      | 22                   | 12         | 69         | 76         |
| 2015                                                                            | 57 407               | ?         | ?              | 60         | 53            | 7             | 956                      | 22                   | 8          | 58         | 74         |
| 2018                                                                            | 57 325               |           |                | 59         | 64            | 5             | 895                      | 24                   | 6          | 45         | 73         |
| 2020                                                                            | 58 102               |           |                | 58         | 53            | 5             | 1001                     | 24                   | 6          | 41         | 73         |
| Fuente: Catholic-Hierarchy, que a su vez toma los datos del Anuario Pontificio. |                      |           |                |            |               |               |                          |                      |            |            |            |

## Episcopologio

### Exarcas apostólicos
- Basil Takach (Takacs) † (20 de mayo de 1924-13 de mayo de 1948 falleció)
- Daniel Ivancho † (13 de mayo de 1948 por sucesión-2 de diciembre de 1954 renunció)
- Nicholas Thomas Elko † (5 de febrero de 1955-6 de julio de 1963 nombrado eparca)

### Eparcas
- Nicholas Thomas Elko † (6 de julio de 1963-22 de diciembre de 1967 renunció)[22])
- Stephen John Kocisko † (22 de diciembre de 1967-21 de febrero de 1969 nombrado archieparca)

### Archieparcas
- Stephen John Kocisko † (21 de febrero de 1969-12 de junio de 1991 retirado)
- Thomas Víctor Dolinay † (16 de mayo de 1991 por sucesión-13 de abril de 1993 falleció)
- Judson Michael Procyk † (9 de noviembre de 1994-24 de abril de 2001 falleció)
- Basil Myron Schott, O.F.M. † (3 de mayo de 2002-10 de junio de 2010 falleció)
- William Charles Skurla, desde el 19 de enero de 2012